# Ринковий популізм
Ринковий популізм (англ. Market populism) — це концепція придумана Томасом Франком, яка стверджує, що вільний ринок є більш демократичним, ніж будь-яка демократія. Сам Франк не вірить цьому твердженню і викладає аргументи проти нього у своїй книзі Один ринок під Богом. Ця концепція набула значного поширення в 1990-х роках, коли вона була використана для виправдання Нової економіки, яка складалася зі сталої тенденції та підтримки вільного ринку.

## Історія
Витоки цієї концепції сягають щонайменше до 1933 року, коли політолог Гарольд Лассвелл писав:
Фактично пропагандистський світогляд поєднує повагу до індивідуальності та байдужість до формальної демократії. Повага до індивідуальності виникає внаслідок залежності великомасштабних операцій від підтримки маси та досвіду мінливості людських уподобань. Газета, сигарета, зубна паста — все залежить від щоденного масового референдуму. Завжди вимальовується можливість того, що нова комбінація апеляцій замінить попередні та витіснить із використання старі ділянки основного та спеціалізованого капіталу.— 

## 1990-ті Америка
Концепція ринкового популізму набула особливої популярності під час американської Нової економіки, яка розпочалася в 1990-х роках. Вчені, керівники, демократи та республіканці поділяли думку, що ринки є популярною системою. Іншими словами, оскільки вони вважалися ефективними при розподілі ресурсів, неефективність, що виникає через погане законодавство чи неетичну практику, буде викорінена. Вираз «золота сорочка» (англ. golden straitjacket) був винайдений Томасом Фрідманом у його книзі 1999 року «Лексус і оливкове дерево» як синонім ринкового популізму.